# 탄도
탄도(炭島)는 경기도 안산시 단원구 선감동에 있던 섬이었다. 북쪽의 불도와 0.180km의 불도방조제, 동쪽의 화성시 서신면까지 탄도방조제로 연결되어 대부도와 하나로 연결되었다. 섬에 항구인 탄도항이 있다. 탄도방조제에서는 코레아케라톱스의 화석이 발견되었다.

## 지명 유래
조선시대 섬이었을 때, 숲이 울창해서 나무를 베어 숯을 굽던 곳이라고 해서 붙여진 이름이라고 한다. 그 까닭에 숯무루, 탄모도(炭毛島), 탄매도(炭埋島) 등으로도 불렸다고 한다.